# Meppel
Meppel este o comună și o localitate în provincia Drenthe, Țările de Jos. 

## Localități componente
Broekhuizen, De Kolk, Havixhorst, Kolderveen, Kolderveense Bovenboer, Lindenhorst, Meppel, Nijentap, Nijeveen, Nijeveense Bovenboer, Rogat, De Schiphorst.